# فريدريش فون لوجاو
فريدريش فون فراهير لوجاو (بالألمانية: Friedrich von Logau) هو كاتب وشاعر ألماني ولد في عام 1605 في مدينة بروكوت بمقاطعة شليزن ومات في عام 1655 في لايجنيتس. كان فون لوجاو يدرس ويقوم إلى جانب ذلك بإدارة مزرعة عائلته. إلا أنه عاش في فقر شديد بعد أن انتهت الحرب. ثم أصبح مستشاراً للحكومة في بلاط الدوق لودفيج فون بريج الذي انتقل معه إلى لايجنيتس.

## أعماله
- قصائد ألمانية حكيمة (ذات معنى) ثلاثة آلاف «Sinn-Gedichte Drey Tausend Deutscher»

## روابط خارجية
- فريدريش فون لوجاو على موقع الموسوعة البريطانية (الإنجليزية)
- فريدريش فون لوجاو على موقع الموسوعة البريطانية (الإنجليزية)
- فريدريش فون لوجاو على موقع ميوزك برينز (الإنجليزية)
- فريدريش فون لوجاو على موقع ديسكوغز (الإنجليزية)